# Meenoplus actor
Meenoplus actor är en insektsart som beskrevs av Ronald Gordon Fennah 1957. Meenoplus actor ingår i släktet Meenoplus och familjen Meenoplidae. Inga underarter finns listade i Catalogue of Life.